# Peltacanthina simponsi
Peltacanthina simponsi är en tvåvingeart som beskrevs av Frey 1932. Peltacanthina simponsi ingår i släktet Peltacanthina och familjen bredmunsflugor.
Artens utbredningsområde är Ghana. Inga underarter finns listade i Catalogue of Life.